# ماهیان سه‌پای ژرفا
ماهیان سه‌پای ژرفا (نام علمی: Ipnopidae) نام یک تیره از راسته لوله‌سانان است.